# 安平镇 (南充市)
安平镇，是中华人民共和国四川省南充市嘉陵区下辖的一个乡镇级行政单位。

## 行政区划
安平镇下辖以下地区：
安平社区、活香炉村、邱家湾村、银匠沟村、茶盘寺村、烧柴沟村、潘家沟村、滩子沟村、大河堰村、龙孔田村、老窖沟村、燕子岩村、梗石河村、王家坡村、大石桥村、吴家堰村、磨子沟村、冲仙院村、彭家沟村、店子嘴村、芭蕉沟村、依阳桥村、书房坝村和仁广村。